# Справа XYZ
Справа XYZ (англ. XYZ Affair) — дипломатичний інцидент, який 1797 року погіршив стосунки між США і Францією і призвів до неоголошеної морської війни (так званої «Квазі-війни») між флотами двох держав у 1798–1800 роках.

## Історія

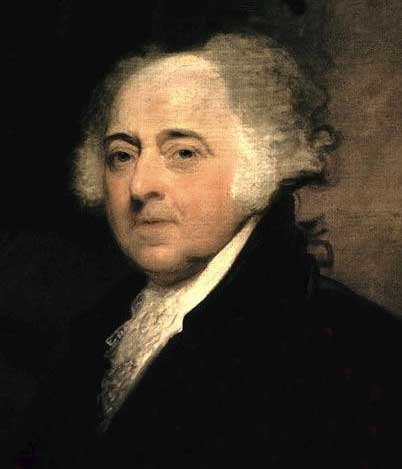
Джон Адамс

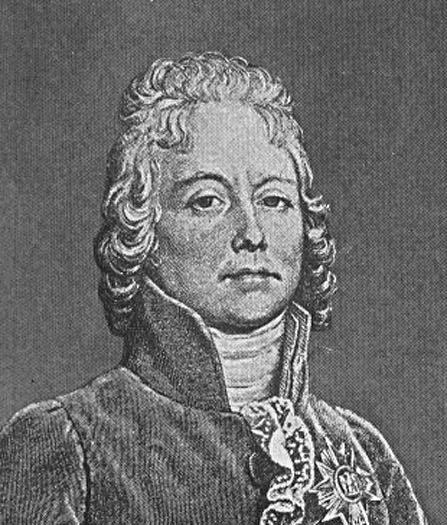
Талейран

Договір Джея, складений США з Великою Британією у 1795 році, викликав роздратування у Франції, яка в той час воювала з Британією і сприйняла договір як свідоцтво англо-американського альянсу. Незадоволення Франції було підсилено критичними коментарями президента США Джона Адамса й діячів його Федералістської партії стосовно тиранічного характеру і крайнього радикалізму Французької революції.
Французький флот захопив в Атлантичному океані та Карибському й Середземному морях близько 300 американських торгових суден, що прямували до британських портів. Лідери федералістів, зокрема Александер Гамілтон, закликали до війни, однак президент Адамс у 1797 році послав до Парижа дипломатичну делегацію у складі Чарльза Котворта Пінкні, Джона Маршалла і Елбриджа Ґеррі для переговорів про нормалізацію відносин. Три агенти французького уряду — Жан Конрад Готтінгер, П'єр Белламі і Люсьен Обваль — зажадали великого хабара готівкою від американської делегації за можливість зустрітися з французьким міністром іноземних справ Талейраном, величезної позики для фінансування війни і формального вибачення від Адамса за його образливі зауваження. США запропонували Франції такі ж самі умови, що й у договорі Джея з Британією, але Франція відмовилася і вислала Маршалла і Пікні з країни. Ґеррі залишився у Парижі, однак більше офіційних переговорів не вів.
Демократично-республіканська партія Томаса Джефферсона, вважаючи, що у провалі переговорів винні самі американські делегати, зажадала ознайомлення з ключовими документами. Адамс оприлюднив звіт делегації, у якому французькі агенти були позначені літерами X, Y і Z (від яких пішла неформальна назва документа й усього інциденту загалом), збудивши в американському суспільстві шквал антифранцузьких настроїв.
Те, що суверенна держава відмовляється вести переговори, чи навіть зустрітися з акредитованими представниками США без сплати хабара її високопоставленим посадовцям і надання позики для фінансування її воєнних авантюр у Європі, було сприйняте американською громадськістю як смертельна образа. Відповідь американської делегації «Ми відповідаємо ні! Ані шестипенсовика!» була перетворена редактором газети на гасло «Мільйони на оборону, жодного цента на данину!» (англ. Millions for defense, but not one cent for tribute!)
«Квазі-війна» спалахнула в 1798 році; протягом двох років американські і французькі військові та торгові кораблі вели справжні бої в Карибському морі і біля східного узбережжя Сполучених Штатів (квазі цей конфлікт був названий через те, що не було формального оголошення війни). США анулювали договір про франко-американський альянс 1788 року; Адамс почав активну розбудову військово-морського флоту і армії. Повномасштабна війна здавалася неминучою, проте Адамс призначив нову дипломатичну місію, очолену Вільямом Мюрреєм. У 1800 році була підписана Мортфонтенська угода («Конвенція 1800 року»), яка завершила воєнні дії. Справа XYZ значно зіпсувала дружнє ставлення американської громадськості до Франції, яке склалося в ході спільної боротьби проти Британії за часів Війни за незалежність.